# Rosa de bengala
La Rosa de bengala (4,5,6,7-tetracloro-2',4',5',7'tetrayodofluoresceína) es un colorante del grupo de los xantenos. Sus sales de sodio se utilizan de manera común en gotas oftálmicas para señalar células conjuntivas y de la córnea, dañadas y por lo tanto, identificar el daño ocular. También es utilizado en la preparación de Foraminifera para análisis microscópicos, permitiendo la distinción entre aquellas células que estaban vivas o muertas al momento de su recolección.
Una forma de rosa de bengala también está siendo estudiada como potencial tratamiento para ciertos tipos de cáncer y algunas condiciones cutáneas. La formulación potencialmente anticancerígena, conocida como PV-10, se encuentra en fase de estudios clínicos para melanoma, cáncer de mama, tumores neuroendocrinos. eczema y psoriasis.

## Historia y etimología
La rosa de bengala fue preparada por primera vez en 1882 por el químico suizo Robert Ghnem, como un análogo de la fluoresceína. Rudolf Nietzki, de la Universidad de Basel, identificó los principales componentes de la rosa de bengala como derivados yodados de la di- y tetra- clorofluoresceína. El compuesto fue utilizado originalmente como un tinte para lana y su nombre deriva de la flor (Rosa spp.) y de la región (Bengala). Su nombre ha permanecido intacto en la literatura científica.

## Aplicaciones químicas

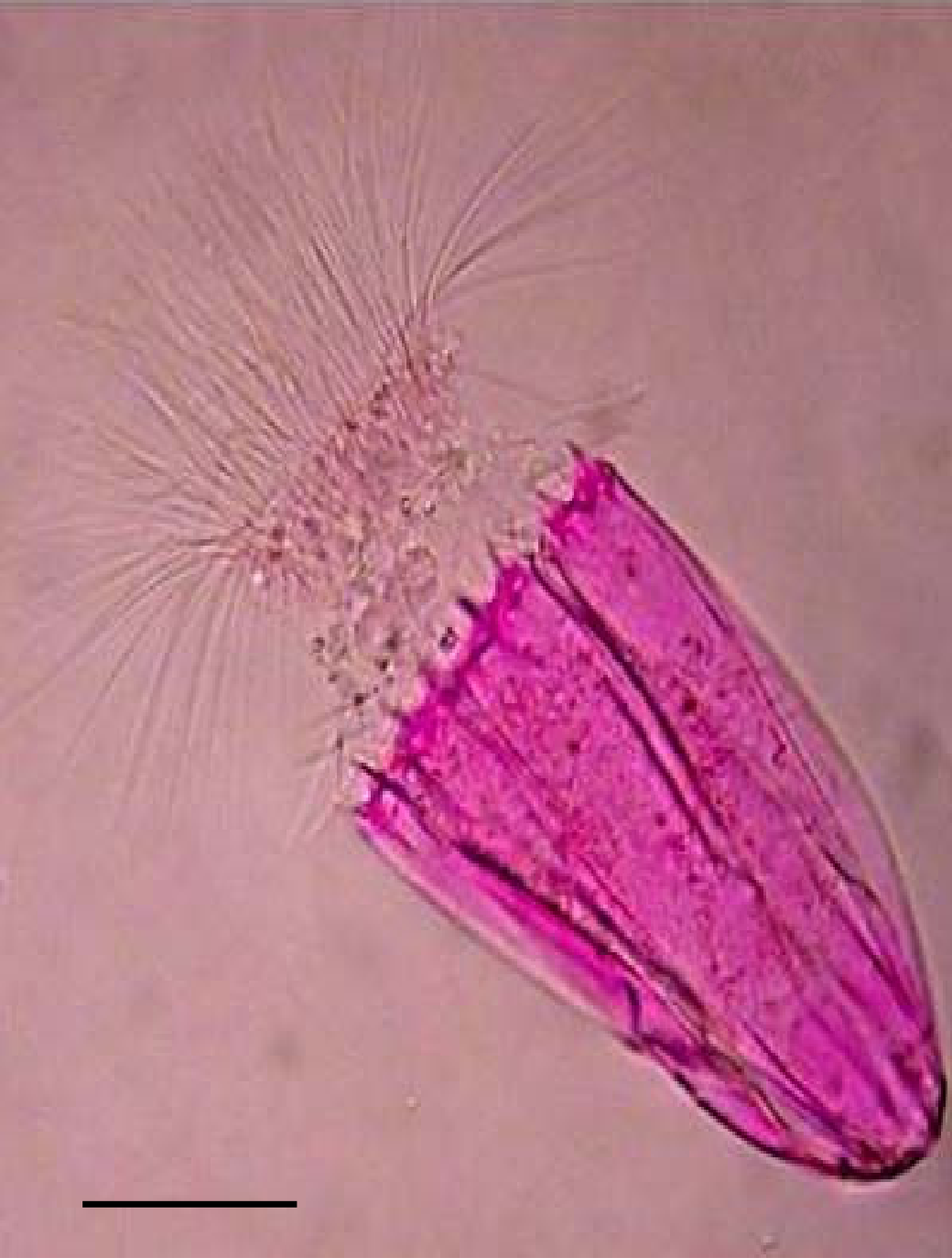
Micrografía óptica de una especie no descrita de Spinoloricus de Loricifera teñido con rosa de bengala.

A pesar de la complicada fotoquímica que involucra diversas especies, es utilizada en síntesis química para generar oxígeno singlete a partir de oxígeno triplete. Este oxígeno singlete puede, posteriormente, participar en una serie de reacciones útiles, particularmente cicloadiciones [2+2] con alquenos y otros sistemas insaturados. 

### Derivados y sales
La rosa de bengala puede ser utilizada en forma de derivados que tienen funciones médicas importantes. Uno de estos ejemplos fue diseñado para ser sonosensible pero no fotosensible, de manera que, al enfocar un ultrasonido de alta intensidad, pudiera ser utilizado como tratamiento para el cáncer. Este derivado fue sintetizado mediante la amidación de la rosa de bengala, los que inactiva sus propiedades fluorescentes y fotosensibles, permitiendo un comportamiento útil. El nombre de este compuesto es RB2.

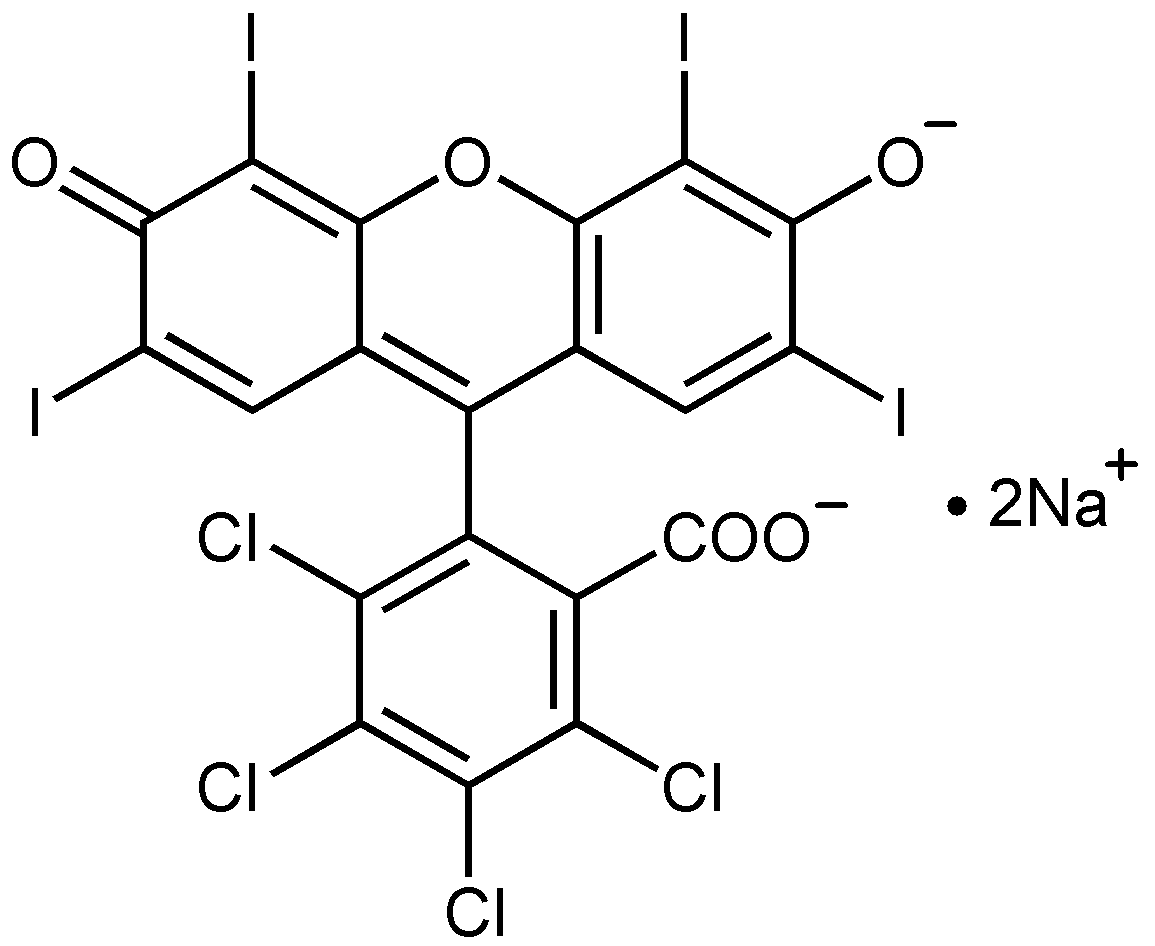
Sal disódica de la rosa de bengala

La sal disódica de la rosa de bengala funciona como un colorante con propiedades y usos propios.

## Aplicaciones biológicas

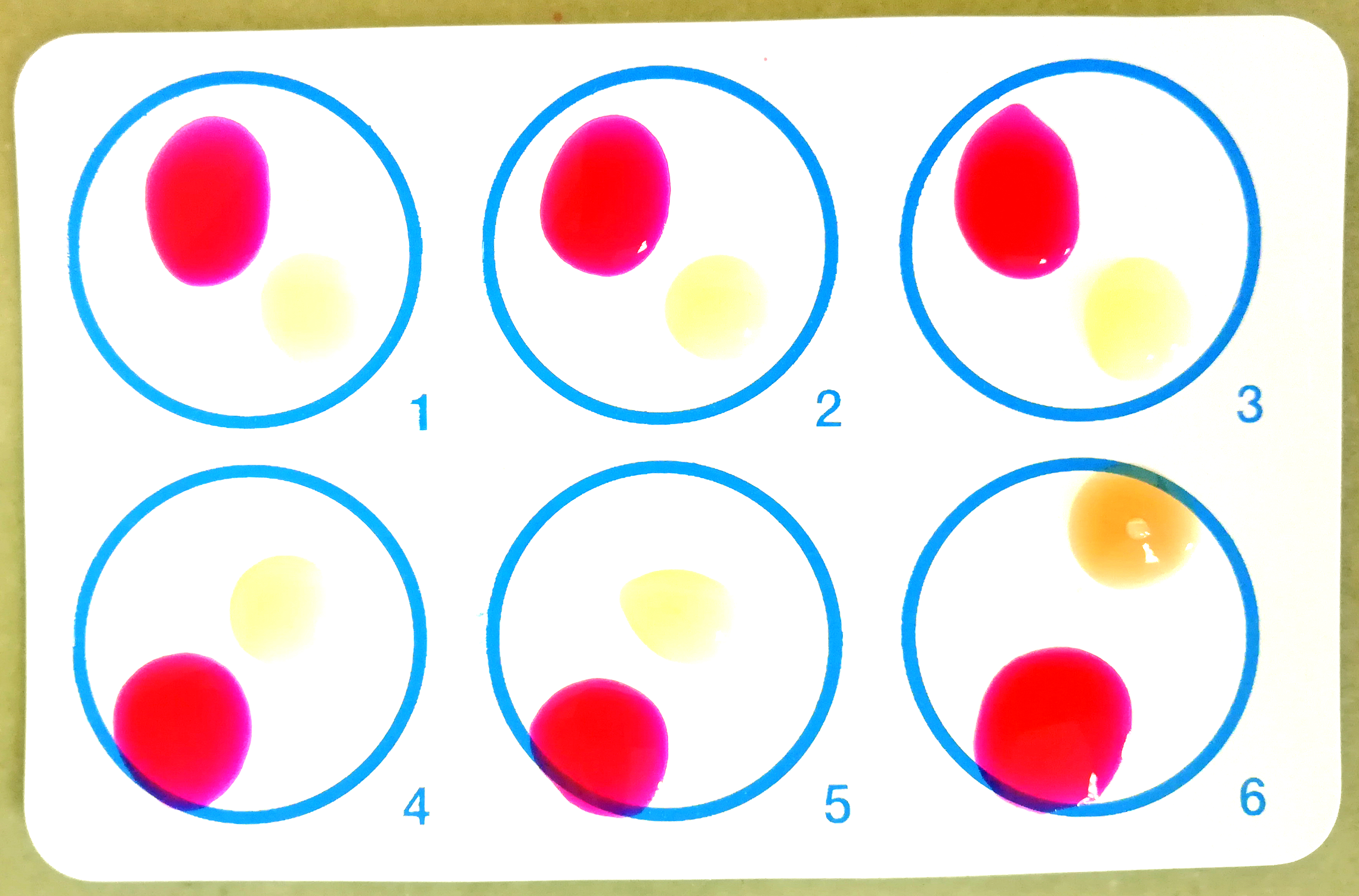
Prueba de aplicación de Rosa de bengala para Brucella negativa.

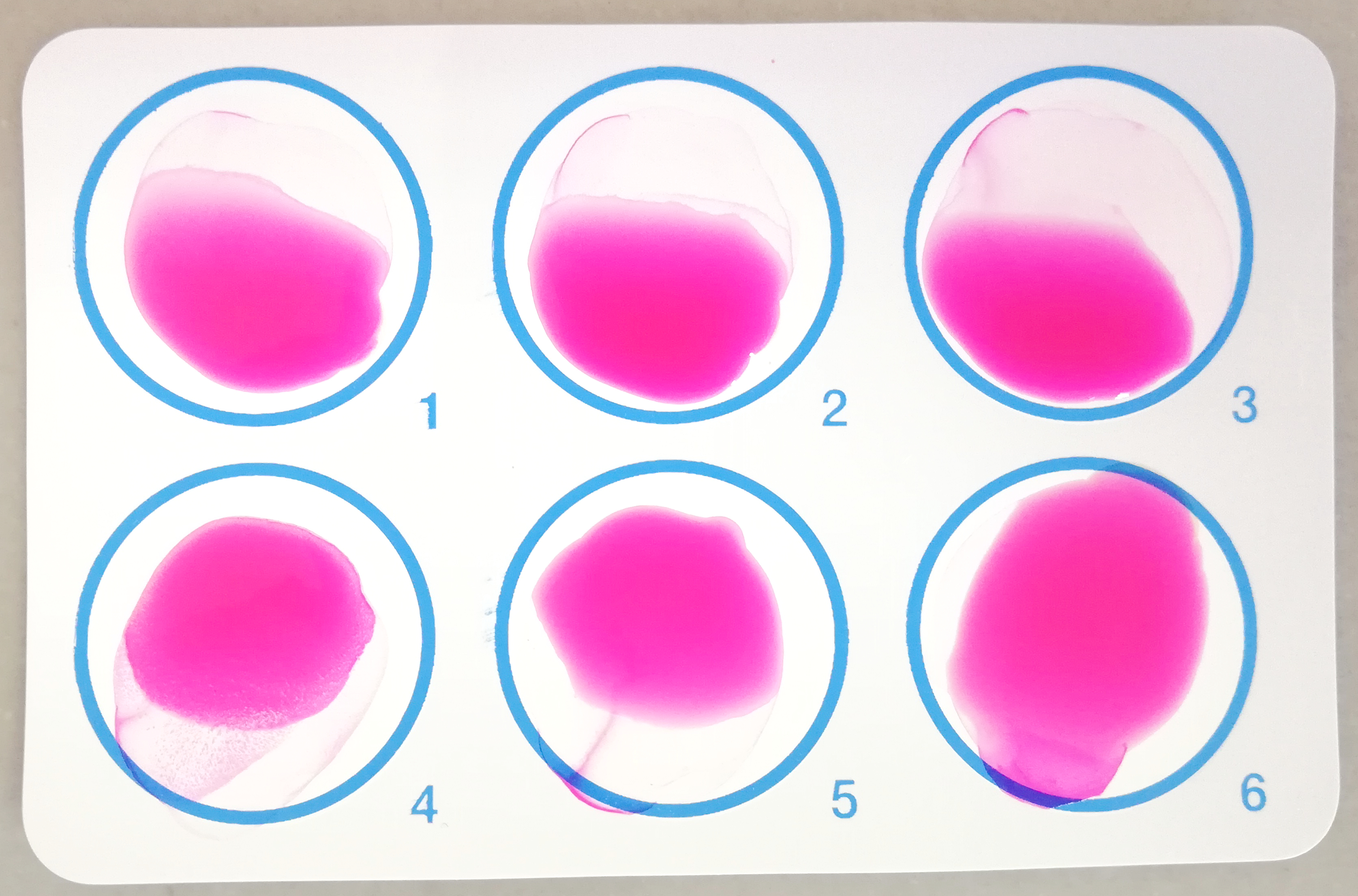
Prueba de aplicación de Rosa de bengala para Brucella positiva.

Se ha encontrado que el PV-10, una forma inyectable de rosa de bengala, causa una respuesta observable en el 60% de los tumores tratados de acuerdo con la fase II de un estudio de melanoma. Se observó un control de la enfermedad locorregional en el 75% de los pacientes.
La rosa de bengala ha demostrado no sólo prevenir el crecimiento y metástasis del cáncer de ovario, sino que también causa muerte apoptótica de las células cancerosas. Esto se ha probado in vitro, de modo que aún falta investigación para su uso contra el cáncer.
La rosa de bengala se ha probado contra el cáncer de colon, generando una respuesta inmune gracias a muerte celular inmunogénica.
La rosa de bengala se ha utilizado en modelos animales de accidente isquémico (fototrombótico). Un bolo del compuesto es inyectado en el sistema venoso y la región de interés se expone a luz láser de 561 nm. Entonces, un trombo se forma sobre el vaso sanguíneo iluminado causando un infarto en el tejido cerebral dependiente.
Al mezclarse con Brucella y manteniendo el pH de la solución en 3.8, se puede diagnosticar Brucelosis por aglutinamiento del serum. La rosa de bengala es ligeramente irritante y tóxico para el ojo. También ha sido utilizado como insecticida.